# 賴都
賴都（1652年—？），滿洲正黃旗，清朝政治人物。
康熙初年，擔任監察御史。康熙四十年，授額外內閣學士，后兼任禮部侍郎。康熙四十一年，任戶部右侍郎。康熙四十一年，任經筵講官。康熙四十四年，任鑲藍旗蒙古副都統。康熙五十三年，授刑部尚書。康熙六十年，任禮部尚書。雍正二年，再任禮部尚書。次年，署鑲藍旗滿洲都統。同年任鑲紅旗漢軍都統。